# Otus magicus
El autillo moluqueño o autillo  de las Molucas (Otus magicus) es una especie de ave estrigiforme de la familia Strigidae nativa de Asia.

## Subspecies
Se reconocen varias subespecies:
- O. m. albiventris (Sharpe, 1875)– las islas menores de la Sonda (Sumbawa, Flores y Lomblen).
- O. m. kalidupae (Hartert, 1903)– Kaledupa (Islas Tukangbesi).
- O. m. leucospilus (G. R. Gray, 1861)– las Molucas del norte (Halmahera y Bacan).
- O. m. magicus (S. Muller, 1841)– las Molucas meridionales (Ceram y Ambon).
- O. m. mendeni Neumann, 1939– Islas Banggai (Peleng y Labobo).
- O. m. morotensis (Sharpe, 1875)– las Molucas del norte (Morotai y Ternate).
- O. m. obira Jany, 1955– las islas Obi.
- O. m. siaoensis (Schlegel, 1873)– isla Siau.
- O. m. sulaensis (Hartert, 1898)– Islas Sula (Ambon, Seho, Mangole y Sanana)
- O. m. tempestatis (Hartert, 1904)– Wetar.